# Kenny G
Kenny G, vlastním jménem Kenneth Bruce Gorelick, (* 5. června 1956 Seattle) je americký saxofonista. Narodil se do židovské rodiny a jeho matka pocházela z kanadského Saskatchewanu. Na saxofon začal hrát roku 1966, ve svých deseti letech. Studoval na Washingtonské univerzitě. Svou hudební kariéru zahájil v roce 1973, když mu bylo sedmnáct let. Tehdy se stal členem orchestru The Love Unlimited Orchestra, který vedl zpěvák Barry White. Své první vlastní album vydal v roce 1982. Později následovala řada dalších. Největšího úspěchu se mu dostalo po vydání alba Duotones v roce 1986.